# Клек
Вижте пояснителната страница за други значения на Клек.
Клекът (Pinus mugo) е вид бор, разпространен в Пиренеите, Централна Европа и Балканския полуостров, най-често между 1000 и 2200 m надморска височина, до 200 m в северните (Германия, Полша) и до 2700 m в южните (България) части на ареала. В България се среща главно в Рила, Пирин, Средна и Западна Стара планина, Витоша и други. Игловидните тъмнозелени листа са събрани две по две и имат дължина 3 – 7 cm. Зрелите женски шишарки са дребни (2,5 – 5,5 cm) с яйцевидна форма.

## Природозащитен статут
- Червен списък на световнозастрашените видове (IUCN Red List) – Незастрашен вид (Lower Risk/least concern LR/lc)[2]

## Други
На клека е наречена улица в квартал „Гърдова глава“ в София (Карта).